# Оругеро червоночеревий
Оруге́ро червоночеревий (Lalage aurea) — вид горобцеподібних птахів родини личинкоїдових (Campephagidae). Ендемік Індонезії.

## Поширення і екологія
Червоночереві оругеро мешкають на північних Молуккських островах. Вони живуть в тропічних і мангрових лісах та чагарникових заростях.